# Herrania nycterodendron
Herrania nycterodendron är en malvaväxtart som beskrevs av Richard Evans Schultes. Herrania nycterodendron ingår i släktet Herrania och familjen malvaväxter. Inga underarter finns listade i Catalogue of Life.